# Schlierbach (Zwitserland)
Schlierbach is een gemeente en plaats in het Zwitserse kanton Luzern en maakte deel uit van het district Sursee tot op 1 januari 2008 de districten van Luzern werden afgeschaft.
Schlierbach telt 598 inwoners.

## Geboren
- Engelbert Arnold (1856-1911), elektro-ingenieur